# Crkva sv. Nikole u Hvaru
Crkva sv. Nikole u gradiću Hvaru, zaštićeno kulturno dobro.

## Opis dobra
Groblje je uređeno u prvoj polovini 19. stoljeća na mjestu augustinskog samostana sv. Nikole u Hvaru, poslije ukidanja mogućnosti ukopa u crkvama ili uz crkve. U središtu groblja je crkva sv. Nikole, izvorno apsida augustinske crkve. Staro hvarsko groblje s crkvom sv. Nikole slojevito je kulturno dobro koje obuhvaća nekoliko povijesnih slojeva, ostatke gotičke crkve sv. Nikole, samostan augustinaca iz XV. st. te staro groblje s nadgrobnim spomenicima druge polovine XIX. st.

## Zaštita
Pod oznakom Z-5810 zavedena je kao nepokretno kulturno dobro - pojedinačno, pravna statusa zaštićena kulturnog dobra, klasificirano kao "sakralna graditeljska baština".